# Liste des lieux patrimoniaux de Cowichan Valley
Cet article recense les lieux patrimoniaux du district régional de Cowichan Valley inscrit au répertoire des lieux patrimoniaux du Canada, qu'ils soient de niveau provincial, fédéral ou municipal.

## Liste des lieux patrimoniaux
- Haut – A
- B
- C
- D
- E
- F
- G
- H
- I
- J
- K
- L
- M
- N
- O
- P
- Q
- R
- S
- T
- U
- V
- W
- X
- Y
- Z

| [ 1 ] | Lieu patrimonial                                | Illustration   | Municipalité   | Adresse               | Coordonnées      | No    | Constr. | Prot.                                | Rec. | Notes |
| ----- | ----------------------------------------------- | -------------- | -------------- | --------------------- | ---------------- | ----- | ------- | ------------------------------------ | ---- | ----- |
| F     | phare                                           | Téléverser     | Claoose        |                       | 48.6112 -124.751 | 10650 | 1922    | Recognized Federal Heritage Building | 1991 |       |
| F     | Canadien Pacifique (VIA Rail), ancienne gare du | Téléverser     | Duncan         | 120 Canada Avenue     | 48.778 -123.707  | 15463 | 1912    | Heritage Railway Station             | 1993 |       |
| M     | 530 First Avenue Building                       | Téléverser     | Ladysmith      | 530 First Avenue      | 48.9935 -123.818 | 16590 |         | Community Heritage Register          | 2010 |       |
| M     | Island Hotel                                    | Téléverser     | Ladysmith      | 440 First Avenue      | 48.9931 -123.818 | 16588 | 1900    | Community Heritage Register          | 2010 |       |
| M     | Ladysmith Trading Company                       | Téléverser     | Ladysmith      | 410 First Avenue      | 48.9926 -123.817 | 16586 | 1900    | Community Heritage Register          | 2010 |       |
| M     | Mainstreet Building                             | Téléverser     | Ladysmith      | 512 First Avenue      | 48.9932 -123.818 | 16589 | 1922    | Community Heritage Register          | 2010 |       |
| M     | Nicholson Block                                 | Téléverser     | Ladysmith      | 436 First Avenue      | 48.993 -123.818  | 16587 | 1909    | Community Heritage Register          | 2010 |       |
| M     | Traveller's Hotel                               | Téléverser     | Ladysmith      | 422 First Avenue      | 48.9928 -123.817 | 6317  | 1913    | Community Heritage Register          | 2006 |       |
| M     | Kinsol Trestle                                  | Kinsol Trestle | Shawnigan Lake | Cowichan Valley Trail | 48.6688 -123.694 | 18478 | 1920    | Community Heritage Register          | 2009 |       |